# Alexandre Fabre

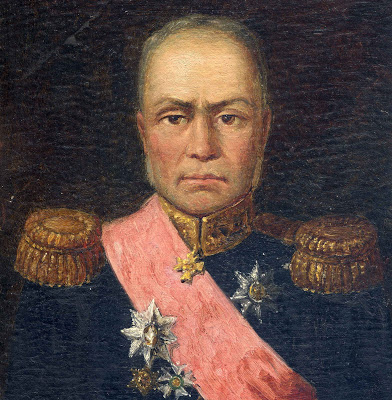
Alexandre Fabre

Alexandre Fabre (russisch Александр Фабр; * 16. November 1782 in Tourrettes, Département Var; † 4. August 1844 ebenda) war ein französisch-russischer Verkehrsingenieur und Hochschullehrer.

## Leben
Fabre war das älteste von 6 Kindern des Doktors der Medizin und Chirurgen Jacques Fabre. Der Vater sorgte für eine sorgfältige Erziehung des Sohnes für den Ingenieursberuf nach dem Beispiel seines erfolgreichen Bruders Charles Fabre. Nach dem Besuch verschiedener Schulen verlor Fabre während der Revolutionszeit seinen Vater, so dass nun sein Onkel Charles Fabre für ihn sorgte, bis Fabre 1801 in die Pariser École polytechnique eintrat. Er absolvierte zwei Kurse für Mathematik und Technisches Zeichnen und wurde dann an die École nationale des ponts et chaussées überwiesen, die er 1805 mit Auszeichnung abschloss. Darauf arbeitete er als Ingenieur beim Generalinspekteur der Verkehrswege.
Als Alexander I. plante, in St. Petersburg ein Institut für Verkehrsingenieurwesen zu errichten, empfahl ihm Napoleon I. beim Treffen in Erfurt 1809 die Ingenieure Pierre-Dominique Bazaine, Fabre, Maurice Destrem und Charles Michel Potier. Darauf wurden die vier Ingenieure nach St. Petersburg eingeladen. Im Juli 1810 trat Fabre in den russischen Dienst und wurde Podpolkownik im Verkehrsingenieurkorps mit einem doppelten Gehalt im Vergleich zu seinem Gehalt in Frankreich. Er wurde sogleich in die Reserve versetzt und zum Professor für Angewandte Mathematik am gerade gegründeten  Institut des Verkehrsingenieurkorps ernannt. Zusätzlich wurde er beim St. Petersburger Generalgouverneur verantwortlich für den Kanalbau.
Bei Beginn des Französisch-Russischen Krieges 1812 wurde Fabre wie die anderen drei französischen Ingenieure nach Jaroslawl, Poschechonje und schließlich Irkutsk verbannt mit nur einem einfachen Gehalt. Im Hinblick auf Fabrs prekäre Lage wurde auf Antrag der Irkutsker Verwaltung ihm wieder das doppelte Gehalt gewährt.
1815 nach dem Krieg konnte Fabre nach St. Petersburg zurückkehren, wo er die russische Staatsbürgerschaft annahm. Im gleichen Jahr wurde er zum IV. Verkehrswegebezirk versetzt. Dann führte er die Projekte für den Bau der Häfen von Taganrog und Mariupol und auch das Nivellement des Flusses Manytsch durch. Er wurde Mitglied einer St. Petersburger Freimaurerloge. 1818 wurde er nach Moskau geschickt, um vier Glocken im Glockenturm Iwan dem Großen aufzuhängen. 1820 wurde er zum Generalmajor befördert. 1827 wurde er Mitglied des Rats für Militärsiedlungen des kaiserlichen Generalstabs. 1831 wurde er in das Ingenieurkorps der Militärsiedlungen versetzt. 1833 wurde er krankheitshalber aus dem Dienst entlassen. und kehrte daraufhin nach Frankreich zurück, wo er in Tourrettes im Var das Schloss Chateau du Puy errichtete, das bis heute besteht.

## Ehrungen
- Russischer Orden der Heiligen Anna II. Klasse
- Ritter der Ehrenlegion